# 詹姆斯·达西 (曲棍球运动员)
詹姆斯·达西（英語：James Duthie，1957年10月27日—），英国男子曲棍球运动员。他曾代表英国国家队参加1984年夏季奥林匹克运动会曲棍球比赛，结果队伍获得一枚铜牌。